# E-Mart

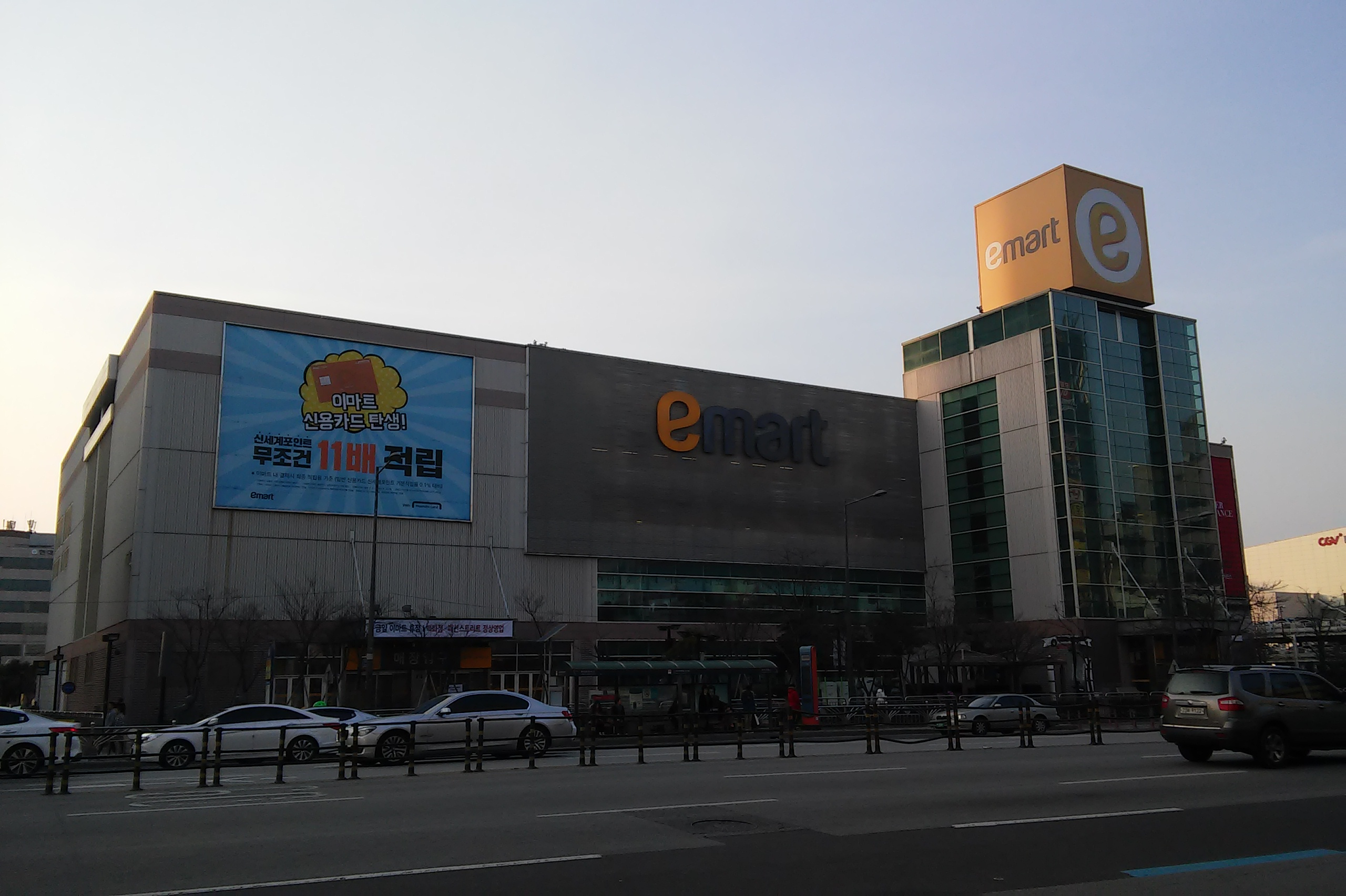
Situé dans la République de Corée E-Mart (Guangzhou Direction)

Fondée le 12 novembre 1993 par Shinsegae, E-mart (Hangul: 이마트) est le plus grand détaillant de Corée du Sud.